# 百嶋計
百嶋 計（ひゃくしま はかる、1958年12月20日 - ）は、日本の財務官僚、行政法学者。専門は行政組織、公務員制度、金融行政、貨幣制度など。名古屋国税局長、大臣官房参事官（大臣官房担当）、独立行政法人造幣局理事長、大臣官房参事官（大臣官房担当）兼大臣官房審議官（大臣官房担当）などを歴任。

## 来歴
奈良県出身。奈良市立伏見中学校、大阪教育大学附属高等学校天王寺校舎卒業。辰巳琢郎、芦辺拓は高校時代からの友人。高校時代は地理・歴史のクラブに入部。京都大学文学部に入り、地理学者を目指そうと考えていたが、どんな仕事をするにせよ国の制度や法律をしっかり勉強しようと考えが変わり、同大学法学部に入学した。京大法学部では法律相談部に所属。友人の影響もあり、パブリックな仕事に就きたいと考え、国家公務員上級甲種試験を受験。
京大法学部卒業後、1981年 大蔵省入省。主計局総務課配属。サークルの1年上の先輩がいたため、大蔵省を選択したという。入省時には財政再建のキャンペーンを展開しており、パンフレット作りや資料集めなどを行った。同年 主計局調査課。上司（係長）に氏兼裕之がいた。経済協力開発機構（OECD）派遣職員、国際金融局国際機構課通貨基金係長。1987年7月 下館税務署長。1999年7月 東京国税局査察部長。2001年7月 国税庁調査査察部査察課長。2003年7月 内閣府政策統括官付参事官（財政運営基本方針担当）。2005年7月 国税庁長官官房企画課長。2007年7月 国税庁長官官房人事課長。2010年2月 内閣官房行政改革推進室次長兼内閣府行政刷新会議事務局。2011年7月12日 国税庁長官官房審議官（酒税等担当）。2012年7月13日 名古屋国税局長。2013年6月28日 大臣官房参事官（大臣官房担当）。2017年4月1日 独立行政法人造幣局理事長。2018年4月1日 大臣官房参事官（大臣官房担当）兼大臣官房審議官（大臣官房担当）。同年7月27日 退官。2019年4月 追手門学院大学経営学部経営学科教授。同年6月27日 （株）大阪ソーダ取締役。同年10月 京都大学公共政策大学院非常勤講師。